# MAZ-535
Il MAZ-535 è un trattore d'artiglieria progettato dalla MAZ in Bielorussia agli inizi degli anni '60. Il veicolo è stato usato sia dalle forze armate sovietiche che da quelle russe. Il veicolo può trainare un missile R-14 IRBM. Il MAZ-535 aveva una carreggiata di 2,15 m e un interasse 5,75 m.
Il MAZ-535 rappresenta il primo veicolo da trasporto con trazione permanente 8x8, sterzo assistito, sospensioni indipendenti su tutte le ruote e trasmissione idraulica prodotto in URSS. Questo mezzo era pensato come veicolo da trasporto con capacità di 10 t e massa totale di 75 t. La cabina disponeva di due porte e un portello realizzato sul tetto. Il motore era sistemato all'interno di un compartimento posto al centro della cabina. Questo era il D12A-375, un motore diesel V12 da 39 l di cilindrata. Tra gli equipaggiamenti speciali montati vi era un filtro d'aria a due stadi. Le quattro ruote anteriori sono tutte sterzanti.

## Sviluppo
Lo sviluppo di questo veicolo iniziò nel 1954. Il nuovo veicolo doveva soddisfare una serie di requisiti tra i quali una ottima affidabilità generale, possibilità di operare con temperature che variavano tra i -50 ° e i + 50°, protezione da minacce NBC  ed una buona capacità fuoristrada anche in zone paludose.Il primo prototipo venne realizzato tra maggio e giugno del 1956 e le prove iniziarono nel 1957. Durante i test venne riscontrata una mancanza di resistenza del telaio che fece sì che nel 1957 fosse realizzata la versione migliorata MAZ-535A. La produzione iniziò nel 1958 ed avveniva a Minsk e continuò fino al 1961 quando venne trasferita alla KZKT dove venne portata avanti fino al 1964 utilizzando una linea di assemblaggio. La produzione annua era di 150 - 200 esemplari.
I primi esemplari erano dotati di tre parabrezza angolati e di un terzo faro posizionato al centro. Questo faro veniva impiegato per l'illuminazione ad infrarosso della strada quando si utilizzava il sistema di visione notturna. Le versioni successive avevano due parabrezza piatti, due soli fari ed un'altezza maggiore del compartimento motore. Furono anche montati due serbatoi da 380 l. In origine il MAZ-535 era dotato di un sistema di sospensioni a barre di torsione che successivamente verrà modificato con un sistema più facile da produrre. Su alcune versioni tra il terzo e il quarto asse veniva installato un verricello o un generatore.
Il MAZ-535 veniva prodotto in due versioni: da trasporto o come trattore dato che nella parte posteriore del mezzo può essere montato un cassone o una ralla. Il veicolo in configurazione trattore venne utilizzato come veicolo portacarri, per il traino di cannoni o, con un semirimorchio, per il trasporto di missili. La velocità massima su strada era di 60 km/h. Il MAZ-535 è stato usato dalle forze armate sovietiche e da quelle di diversi paesi ad essa alleati.

## Versioni
- MAZ-535 Veicolo trattore dotato di una ralla per il traino dei semirimorchi
- MAZ-535A Versione trattore del MAZ-535 con un'area di carico posteriore e destinata al traino di rimorchio
- MAZ-535V Versione migliorata del MAZ-535 dotata di una ralla al posto del cassone posteriore.

## Cultura di massa
Il veicolo è disponibile come mod nel gioco Sprintires:Mud Runner